# Maroldsweisach
Maroldsweisach ist ein Markt im unterfränkischen Landkreis Haßberge in Bayern.

## Geografie

### Geografische Lage
Die Gemeinde liegt in der Region Main-Rhön am Rand des Naturparks Haßberge am Fuß des Zeilberges.

### Gemeindegliederung
Es gibt 28 Gemeindeteile (in Klammern ist der Siedlungstyp und die Einwohnerzahl, Stand 31. Dezember 2023, angegeben):
- Allertshausen (Dorf, 160)
- Altenstein (Pfarrdorf, 287)
- Bastenmühle (Einöde)
- Birkenfeld (ehem. Markt, 100)
- Breitenbach (Einöde)
- Dippach (Dorf, 55)
- Ditterswind (Pfarrdorf, 240)
- Dürrenried (Kirchdorf, 65)
- Ebene (Dorf)
- Eckartshausen (Pfarrdorf, 132)
- Gabelsmühle (Einöde)
- Geroldswind (Kirchdorf, 79)
- Greßelgrund (Dorf, 60)
- Großsaarhof (Einöde)
- Gückelhirn (Weiler, 25)
- Hafenpreppach (Pfarrdorf, 279)
- Marbach (Dorf, 99)
- Maroldsweisach (Hauptort, 1026)
- Neumühle (Einöde)
- Neumühle (Einöde)
- Obere Mühle (Einöde)
- Pfaffendorf (Kirchdorf, 258)
- Todtenweisach (Dorf, 33)
- Voccawind (Dorf, 120)
- Voccawindermühle (Einöde)
- Wasmuthhausen (Kirchdorf, 193)
- Winhausen (Einöde)
- Wüstenbirkach (Einöde)

### Nachbargemeinden
Nachbargemeinden sind, von Norden beginnend im Uhrzeigersinn: Schweickershausen, Heldburg (Thüringen) Seßlach (Oberfranken), Pfarrweisach, Burgpreppach, Hofheim in Unterfranken, Bundorf, Sulzdorf an der Lederhecke und Ermershausen.

## Geschichte

### Bis zur Gemeindegründung
Der erste Hinweis auf den Ort war in einer Urkunde aus dem Jahre 1118, nach der ein Bamberger Domherr Qudalrich sein Landgut „Wisaha“ mit allem Zubehör dem Kloster Michelsberg zu Bamberg schenkte. In einem Lehensbuch der Jahre 1303 bis 1313 taucht die Bezeichnung „Maroldswisach“ erstmals auf. Zu Beginn des 15. Jahrhunderts begann die Dorfherrschaft der Herren von Stein zu Altenstein. Maroldsweisach war danach ab 1768 der Sitz des gleichnamigen Rittergutes der Freiherren von Horneck von Weinheim, das 1806 im Großherzogtum Würzburg des Erzherzog Ferdinand von Toskana mediatisiert wurde. 1814 fiel es zusammen mit dem Großherzogtum an Bayern.

### Sonderfall Ermershausen
Maroldsweisach erreichte im Jahr 1978 einige Bekanntheit durch die verordnete Eingemeindung von Ermershausen im Rahmen der Gebietsreform in Bayern, das sich vehement widersetzte. Das gipfelte in der Besetzung des Rathauses von Ermershausen und der Errichtung von Barrikaden durch die Bürger, um die Verlegung der Gemeindeverwaltung nach Maroldsweisach zu verhindern. Das Dorf wurde schließlich von mehreren Hundertschaften der Bereitschaftspolizei gestürmt und das Rathaus geräumt. Die Eingemeindung wurde am 1. Mai 1978 vollzogen. Seit dem 1. Januar 1994 ist Ermershausen wieder selbstständig.

### Religionen
75 % der Bevölkerung sind evangelisch, rund 25 % römisch-katholisch.

### Eingemeindungen
Am 1. Juli 1971 wurden die Gemeinden Allertshausen und Marbach eingegliedert. Gückelhirn kam am 1. Juli 1975 hinzu. Altenstein folgte am 1. Januar 1976, Pfaffendorf am 1. Juni 1976. Auch ein Teil der Gemeinde Burgpreppach mit damals etwa 50 Einwohnern wurde am 1. Juni 1976 umgegliedert. Ditterswind, Hafenpreppach und Wasmuthhausen verloren am 1. Januar 1978 ihre Selbständigkeit und wurden in den Markt Maroldsweisach eingegliedert. Die Reihe der Eingemeindungen wurde mit der Eingliederung von Dürrenried, Eckartshausen, Ermershausen (mit dem am 1. Juli 1973 eingegliederten Markt Birkenfeld und der ehemaligen Gemeinde Dippach) und Voccawind am 1. Mai 1978 abgeschlossen.

### Ausgliederung
Am 1. Januar 1994 wurde der Gemeindeteil Ermershausen aus dem Markt Maroldsweisach ausgegliedert und wurde wieder eine selbständige Gemeinde. Birkenfeld und Dippach verblieben im Markt.

### Einwohnerentwicklung
| Stand       | 1961   | 1970   | 1987   | 1991   | 1995   | 2000 | 2005 | 2010 | 2015 | 2020 |
| ----------- | ------ | ------ | ------ | ------ | ------ | ---- | ---- | ---- | ---- | ---- |
| Einwohner * | 4875 * | 4758 * | 4749 * | 3956 * | 4046 * | 3929 | 3765 | 3574 | 3339 | 3235 |

Im Zeitraum 1988 bis 2018 sank die Einwohnerzahl – auch bedingt durch den Weggang von Ermershausen – von 4531 auf 3270 um 1261 Einwohner bzw. um 27,8 %.
Quelle: BayLfStat

## Politik

### Bürgermeister
Bürgermeister ist Wolfram Thein (SPD), der sich bei den Wahlen am 16. März 2014 mit einer Mehrheit von nur 43 Stimmen (51,01 zu 48,99 Prozent) gegen seinen Konkurrenten Harald Deringer (CSU) durchsetzen konnte. 2020 wurde Thein mit einer Mehrheit von 53,05 % der Stimmen gegenüber Heidi Müller-Gärtner (CSU) für weitere sechs Jahre im Amt bestätigt. Seine Vorgänger waren Wilhelm Schneider (CSU), der 2014 zum Landrat gewählt wurde und Werner Thein (SPD) bis 2002.

### Marktgemeinderat
|      | CSU | SPD | FWG | Junge Christliche Union | Junge Bürger | Gesamt   |
| 2020 | 5   | 5   | 2   | 2                       | 2            | 16 Sitze |
| 2014 | 5   | 6   | 2   | 2                       | 1            | 16 Sitze |
| 2008 | 6   | 6   | 1   | 2                       | 1            | 16 Sitze |

### Wappen
| Wappen von Maroldsweisach | Blasonierung: „Unter rotem Wellenschildhaupt darin drei goldene Hämmer in Silber über grünem Dreiberg eine schräg links liegende schwarze Leiter.“ |
| Wappen von Maroldsweisach | |

## Wirtschaft und Infrastruktur

### Wirtschaft einschließlich Land- und Forstwirtschaft
Im Jahr 2021 gab es nach der amtlichen Statistik im Bereich der Land- und Forstwirtschaft 17, im produzierenden Gewerbe 573 und im Bereich Handel und Verkehr 124 sozialversicherungspflichtig Beschäftigte am Arbeitsort. In sonstigen Wirtschaftsbereichen waren am Arbeitsort 328 Personen sozialversicherungspflichtig beschäftigt. Sozialversicherungspflichtig Beschäftigte am Wohnort gab es insgesamt 1390. Im verarbeitenden Gewerbe und im Bauhauptgewerbe gab es je sechs Betriebe. Zudem bestanden im Jahr 2020 53 landwirtschaftliche Betriebe mit einer landwirtschaftlich genutzten Fläche von 2799 Hektar, davon waren 2265 Hektar Ackerfläche und 531 Hektar Dauergrünfläche.

### Verkehr
Über Maroldsweisach sollte die Reichsautobahn von Eisenach nach Bamberg führen (siehe Strecke 85). Diese Autobahn gehörte bereits 1934 zum Grundnetz als Teilstück der Reichsautobahn von München nach Hamburg. Der Autobahnbau war im Raum Schmalkalden bereits im Gange und wurde nach Beginn des Zweiten Weltkrieges eingestellt.
Die Bundesstraße 279 führt als Hauptstraße durch Maroldsweisach.
Dort war auch der Endpunkt der Bahnstrecke Breitengüßbach–Maroldsweisach, KBS 826. 1988 erfolgte die Einstellung des Personenverkehrs, 2001 die endgültige Stilllegung und danach der Abbau des Streckenabschnitts Ebern-Maroldsweisach. Seit 1. Mai 2021 gibt es die Buslinie 8300, die Maroldsweisach mit Coburg verbindet (dort ICE-Anschluss); gleichzeitig über Bad Königshofen, Bad Neustadt an der Saale nach Gersfeld (Bahnlinie nach Fulda) – täglich im 2-Stunden-Takt.

### Bildung

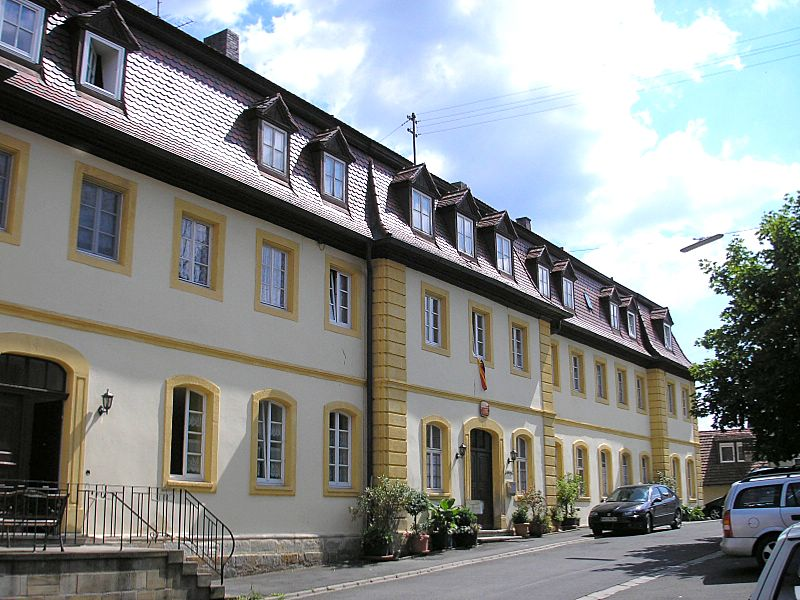
Schloss Maroldsweisach

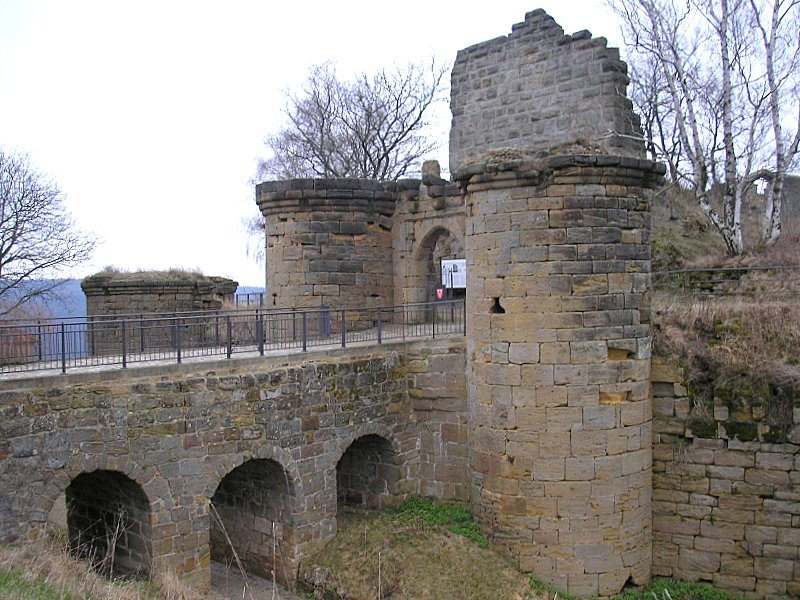
Burg Altenstein

Im Jahr 2022 gab es folgende Einrichtungen:
- Eine Kindertageseinrichtung mit 139 Plätzen und 133 Kindern
- Zwei Volksschulen mit 17 Lehrkräften und 250 Schülern
- Eine Volksschule zur sonderpädagogischen Förderung mit 31 Lehrkräften und 125 Schülern

### Brauereien
Heute gibt es auf dem Gebiet der Gemeinde nur noch die Brauerei Hartleb in Maroldsweisach.

## Baudenkmäler
- Alte Burg (Altenstein)
- Burg Altenstein
- Schloss Ditterswind
- Schloss Hafenpreppach
- Schloss Maroldsweisach
- Schloss Pfaffendorf
- Dorfkirche Pfaffendorf
- Evangelische Pfarrkirche Maroldsweisach
- Schloss Birkenfeld

## Persönlichkeiten

### Ehrenbürger
- Johannes Rau (1931–2006), Bundespräsident a. D.

### Söhne und Töchter der Gemeinde
- Erdmann Rudolf Fischer (1687–1776), lutherischer Theologe
- Christoph Ernst Luthardt (1823–1902), lutherischer Theologe
- Friedrich Stephan Hülbig (1866–1934), Abgeordneter des Provinziallandtages der Provinz Hessen-Nassau
- Bertha Keyser (1868–1964) widmete ihr Leben der humanitären Hilfe
- Hans Kääb (1890–1982), Jurist und Verwaltungsbeamter
- Rudolf Berthold (1891–1920), erfolgreicher Jagdflieger im Ersten Weltkrieg und Träger des Ordens Pour le Mérite
- Franz Schubert (1905–1992), Politiker
- Andrea Thema (* 1957), Künstlerin

### Persönlichkeiten, die vor Ort gewirkt haben
- Carl Otto Deuster (1800–1877), Gutsbesitzer und Politiker, Deuster erwarb in den 1840er Jahren das Gut Ditterswind, das heute zu Maroldsweisach gehört
- Carl Oskar von Deuster (1835–1904), Gutsbesitzer und Politiker, Deuster erwarb zusammen mit seinen Brüdern in den 1880er Jahren die Güter Greßelgrund und Wasmuthhausen, die heute zu Maroldsweisach gehören
- Friedrich Christian von Deuster (1861–1945), Gutsbesitzer und Politiker, Deuster führte die von seinen Vorfahren erworbenen Güter weiter
- Susanne Kastner (* 1946), deutsche Politikerin (SPD)[11]